# Eparchie petropavlská
Eparchie Petropavl je eparchie ruské pravoslavné církve nacházející se v Kazachstánu.

## Území a titul biskupa
Zahrnuje správní hranice území Severokazachstánské oblasti.
Eparchiálnímu biskupovi náleží titul biskup petropavlský a bulajevský.

## Historie
Dne 6. listopadu 1914 byl zřízen petropavlský vikariát omské eparchie.
V období perzekuce ve 30. letech je možné že byl vikariát samostatnou eparchií. Poté byl vikariátem alma-atinské eparchie.
Dne 14. března 1957 byl vikariát přeměněn na samostatnou eparchii. Její součástí byla Severokazachstánská, Akmolská, Karagandská, Kokčetauská a Kostanajská oblast.
Dne 15. září 1960 byl biskup Iosif (Černov) převeden na alma-atinskou katedru a eparchie byla zrušena. Území se stalo součástí alma-atinské eparchie.
Dne 5. října 2011 byla rozhodnutím Svatého synodu zřízena z části území kostanajské eparchie nová eparchie petropavlská. Stala se součástí Kazachstánského metropolitního okruhu.

## Seznam biskupů

### Petropavlský vikariát omské eparchie
- 1914–1921 Mefodij (Krasnopjorov) svatořečený mučedník
  - 1919–1922 Gavriil (Vojevodin) dočasný správce
  - 1922–1922 Sofronij (Arefjev) dočasný správce
- 1923–1924 Grigorij (Kozyrev)
- 1924–1924 Alexij (Buj) svatořečený mučedník
- 1924–1932 Ioann (Trojanskij) svatořečený mučedník
  - 1928–1929 Georgij (Anisimov) dočasný správce
- 1932–1933 Artemon (Jevstratov)
- 1933–1936 Veniamin (Ivanov)
- 1936–1936 Alexandr (Rajevskij)
  - 1937–1937 Tichon (Šarapov) dočasný správce

### Petropavlský vikariát alma-atinské eparchie
- 1956–1957 Iosif (Černov)

### Petropavlská eparchie
- 1957–1960 Iosif (Černov)
  - 1960–2011 eparchie zrušena
- 2011–2014 Gurij (Šalimov)
- od 2014 Vladimir (Michejkin)